# Todo oscuro, sin estrellas
Todo oscuro, sin estrellas (Full Dark, No Stars), publicada en noviembre de 2010, es una colección de cuatro novelas cortas del autor Stephen King, todas tratando el tema de la retribución. Una de las novelas cortas, 1922, ocurre en Hemingford Home, Nebraska: hogar de la Madre Abigail de la épica novela de King Apocalipsis (1978), pueblo al que Ben Hanscom se muda en It (1986) y sitio en el que transcurre el relato El último peldaño de la escalera (1978). La colección ganó el Premio Bram Stoker de 2010 por Mejor Colección, y 1922 fue nominada para el British Fantasy Award de 2011 como Mejor Novela Corta.

## Información previa a la publicación
Los títulos de las novelas cortas y sus sinopsis fueron anunciados en la página web oficial del autor el 2 de abril de 2010. Esta es la tercera colección de cuatro novelas cortas de King, después de Las cuatro estaciones (1982) y Las cuatro después de la medianoche (1990).

## Publicación
Anunciada en el sitio oficial de King el 16 de febrero de 2010, fue publicada el 9 de noviembre de 2010. Cemetery Dance Publications ha publicado varias versiones de ediciones limitadas del libro: una edición en estuche de regalo, una edición limitada firmada y una edición rotulada, poco después de la edición original en tapa dura. La edición en formato de bolsillo publicada el 24 de mayo de 2011 contiene un nuevo relato adicional llamado Indispuesto, escrito en 2011 (ISBN 978-1451648386).

## Crítica
En su reseña del libro, The Washington Post llamó a Todo oscuro, sin estrellas "satisfactoriamente sombrío" y "un libro perturbador y fascinante". Amazon colocó al libro en el puesto #25 de 100 en su lista de "Mejores libros del 2010".